# Актюбинская агломерация
Актюби́нская городска́я агломе́рация (каз. Ақтөбе агломерациясы) — агломерация, включающая в себя город Актобе, административно подчинённые городскому акимату пригороды, а также ряд административных районов, окружающих территорию городского акимата. Планы по превращению города Актобе в современный урбанистический центр были высказаны президентом Казахстана Нурсултаном Назарбаевым в январе 2014 года. По данным на 1 октября 2019 года численность населения города Актобе превысила данный показатель города Караганда, и Актобе занял 4-е место по численности населения среди городов Казахстана.

## Место Актюбинской агломерации в системе расселения Казахстана
В сентябре 2013 года стало известно о планах создания в Казахстане ещё двух новых городов-миллионеров (Шымкента и Актобе), наряду с Алма-Атой и (в относительно недалёком будущем) Астаной.
Основные положения Генеральной схемы организации территории Республики Казахстан (утверждены постановлением Правительства Республики Казахстан от 30 декабря 2013 года № 1434) определяют агломерации двух уровней: 1-го уровня — Астанинская, Алматинская и Шымкентская агломерации, как обладающие наибольшим потенциалом; а также агломерации 2-го уровня — Актюбинская и Актауская. В данном документе утверждается, что территория Актюбинской агломерации заселена неравномерно и в среднем недостаточно плотно для активного развития процесса агломерирования.

## Состав Актюбинской агломерации
В состав Актюбинской агломерации войдёт 31 населенный пункт Алгинского, Каргалинского, Мартукского, Мугалжарского и Хромтауского районов. Общая численность населения агломерации составляет 750 тыс. человек. Почти все населённые пункты, которые составляют зону притяжения ядра агломерации, находятся вдоль автомобильных дорог республиканского значения.
На основе Актюбинской агломерации предполагается формирование более обширной Актюбинской зоны интенсивного хозяйственного и градостроительного освоения, которая должна включить в свой состав непосредственно Актюбинскую агломерацию, а также города Хромтау, Кандыагаш, Алга.
По мнению специалистов Министерства экономики и бюджетного планирования Казахстана в отдалённой перспективе демографическая «ёмкость» Актюбинской агломерации составит 1,3 млн человек.

## Социально-экономические характеристики Актюбинской агломерации
Актюбинской агломерации присущи проблемы энергодефицита, демографическая проблема, а также проблема рынка труда (усиление миграционного притока из сельских территорий с малоквалифицированным контингентом населения в трудоспособном возрасте, что препятствует росту производительности труда и внедрению высокотехнологических проектов); сложная экологическая ситуация, обусловленная выбросами предприятий металлургии и химической промышленности и общее снижение роли промышленности как сферы приложения труда.
При этом наблюдается рост сырьевой направленности развития экономики агломерации: развитие нефтегазового сектора происходит при отсутствии глубокой переработки сырья, экономика агломерации, которая представлена кластером по комплексному использованию месторождений хромовых руд, слабо использует потенциал для своего развития, несмотря на выгодное транспортно-географическое положение региона.
Для развития Актюбинской агломерации и экономики региона предлагается ввести управление миграционными процессами в целях обеспечения прироста населения, а также для потребностей экономики в дополнительных трудовых ресурсах. С учётом низкой плотности заселения территории агломерации и реальных перспектив размещения в городе Актобе ряда новых объектов металлургии, агропромышленного комплекса (АПК), химической промышленности и машиностроения для Актюбинской агломерации предлагается расселение по поляризованному (моноцентрическому) варианту, а не по пути формирования дополнительных центров.
В комплекс мер входит развитие производств по выпуску строительных материалов, создание производств высоких переделов на основе запасов хромитовых руд, запасов нефти и газа; использование потенциала машиностроительного комплекса, повышение конкурентоспособности и увеличение добавленной стоимости в металлургической и химической отраслях промышленности. Для устранения энергодефицита и увеличения перспективной энергетической мощности региона необходимо создание эффективной высокотехнологичной энергосистемы, формирование современного транспортно-логистического комплекса, обеспечивающего развитие межрегиональных и межгосударственных хозяйственных связей, как результат максимального использования потенциала транзитного и приграничного положения агломерации, и учитывая расположение аэропорта на опасном расстоянии от жилой застройки и прохождение трасс взлётов и посадок самолетов над жилыми районами, предлагается рассмотреть вопрос реконструкции аэропорта или выноса за границы города.
По данным акима, значительная миграция сельского населения в город Актобе является причиной того, что более 70 тысяч человек стоят в очереди на получение земельных участков для строительства индивидуального жилья; кроме того, более 12 тысяч человек стоят в очереди на получение квартир.